# Massimo Serato
Massimo Serato, född Giuseppe Segato den 31 maj 1916 i Oderzo, död 22 december 1989 i Rom, var en italiensk skådespelare.
Massimo Serato var en stilig italiensk skådespelare, som ofta spelade i äventyrsfilmer och romantiska, så kallade "kostymfilmer".
Han hade en utomäktenskaplig son, som föddes 1942, med skådespelerskan Anna Magnani.

## Filmografi, ett urval

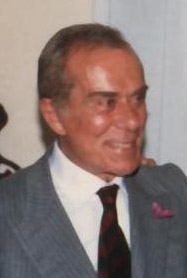
Massimo Serato 1988.

- 1941 – Piccolo mondo antico
- 1949 – Il Ladro di Venezia
- 1949 – I Pirati di Capri
- 1953 – Febbre di vivere
- 1953 – Lucrèse Borgia
- 1954 – Madame Du Barry
- 1961 – El Cid
- 1963 – 55 dagar i Peking
- 1973 – Rösten från andra sidan
- 1979 – Robotkriget
- 1982 – Nana
- 1989 – Fratelli d'Italia